# جاکومو فی
جاکومو فی (انگلیسی: Giacomo Fei؛ زادهٔ ۱۰ فوریهٔ ۱۹۹۲) بازیکن فوتبال اهل ایتالیا است.
از باشگاه‌هایی که در آن بازی کرده‌است می‌توان به باشگاه فوتبال فیورنتینا و باشگاه فوتبال اتلتیکو آرتزو اشاره کرد.